# Exterminador (DC Comics)
Exterminador (Deathstroke em inglês) é um supervilão de ficção que aparece nos quadrinhos americanos publicados pela editora DC Comics. Ele é um mercenário e assassino que serve como o arquinimigo dos Jovens Titãs, especificamente Dick Grayson. Ao longo dos anos, escritores o desenvolveram como um adversário de outros super-heróis do Universo DC, como Batman e Arqueiro Verde.
Foi classificado como o 24º maior vilão de todos os tempos pela revista Wizard e como o 32º maior vilão de quadrinhos de todos os tempos pela IGN. O personagem foi substancialmente adaptado dos quadrinhos para outras mídias, incluindo vários projetos relacionados ao Batman e a série animada Teen Titans, dublada por Ron Perlman neste último e sua série solo de animação, Deathstroke: Knights & Dragons, com sua voz fornecida por Michael Chiklis. Em live action, ele foi interpretado por Manu Bennett, na série de televisão Arrow, da CW, e Esai Morales na segunda temporada da série Titans, do DC Universe. Joe Manganiello interpreta o personagem no Universo Estendido da DC, começando com uma participação especial no filme Liga da Justiça de 2017.

## História
Slade Wilson tinha 16 anos quando se alistou no Exército dos Estados Unidos, por ter mentido sobre sua idade. Depois de servir na Coréia, mais tarde foi designado para Camp Washington, onde foi promovido ao posto de major. No início da década de 1960, ele conheceu a capitã Adeline Kane, encarregada de treinar jovens soldados em novas técnicas de combate, antecipando problemas de fabricação de cerveja no Vietnã. Kane ficou surpresa com o quão habilidoso Slade era e com que rapidez ele se adaptou às convenções modernas de guerra. Ela imediatamente se apaixonou por ele e percebeu que ele era sem dúvida o combatente mais capaz que ela já havia encontrado. Ela se ofereceu para treinar Slade em particular na guerra de guerrilhas. Em menos de um ano, Slade dominou todas as formas de luta apresentadas a ele e logo foi promovido ao posto de tenente-coronel. Seis meses depois, Adeline e ele se casaram e ela engravidou do primeiro filho. A guerra no Vietnã começou a escalar e Slade foi enviado para o exterior. Na guerra, sua unidade massacrou uma vila, um evento que o deixou doente. Ele também foi resgatado pelo membro da SAS, Wintergreen, a quem mais tarde retornaria o favor.
Escolhido para um experimento secreto, o Exército lhe deu poderes físicos aprimorados, na tentativa de criar super-soldados metahumanos para os militares dos EUA. Ele tornou-se um mercenário logo após o experimento, quando desafiou as ordens e resgatou seu amigo Wintergreen , que havia sido enviado em uma missão suicida por um oficial comandante com rancor. No entanto, Slade manteve essa carreira em segredo de sua família, mesmo que sua esposa fosse uma instrutora militar especializada em combate.
Um criminoso chamado Jackal levou seu filho Joseph Wilson como refém para forçar Slade a divulgar o nome de um cliente que o contratara como assassino. Slade recusou, alegando que era contra seu código de honra pessoal. Ele atacou e matou os seqüestradores no encontro. Infelizmente, a garganta de Joseph foi cortada por um dos criminosos antes que Slade pudesse impedi-lo, destruindo as cordas vocais de Joseph e deixando-o mudo.
Depois de levar Joseph para o hospital, Adeline ficou furiosa com o perigo de seu filho e tentou matar Slade atirando nele, mas apenas conseguiu destruir seu olho direito. Posteriormente, sua confiança em suas habilidades físicas era tal que ele não escondeu sua visão prejudicada, marcada por sua máscara, que tem uma metade negra e sem característica cobrindo seu olho direito perdido. Sem a máscara, Slade usa um tapa-olho para cobrir os olhos.

## Habilidades
Os atributos físicos e mentais de Slade Wilson foram aprimorados como resultado do soro experimental que ele recebeu; ele possui força, resistência, velocidade, agilidade e reflexos consideravelmente elevados e tem a capacidade de utilizar até 90% de sua capacidade cerebral. Ele também possui um fator de cura regenerativo que lhe permite se recuperar de variados tipos de lesões muito mais rapidamente do que um ser humano normal; no entanto, tem limites, pois não pode curar o olho perdido nem pode regenerar membros inteiros. Essa resistência aprimorada permite que ele sobreviva a lesões fatais, embora a recuperação de tais lesões o torne temporariamente insano e ferozmente animalesco. Além de ser um gênio tático militar com anos de experiência militar, também é especialista em muitas formas de combate desarmado e artes marciais, servindo como mestre de Krav magá, Kung fu, Bōjutsu, Boxe, Jojutsu, Judo, Jujitsu, Karatê e Ninjutsu.
Ele é altamente proficiente no uso de várias armas de fogo e armas brancas. Ele normalmente usa uma grande variedade de espadas, incluindo katanas, espadas largas gigantes e espadas voláteis forjadas em Promethium  que podem cortar estruturas extremamente resistentes e, além disso, o promethium na lâmina permite que absorva grandes quantidades de energia redirecionadas contra ele. Também utiliza uma equipe balística que dispara rajadas de energia de ambas as extremidades, embora em versões mais focadas no realismo, ele dispara balas e, em vez disso, balas em miniatura como bolas de canhão. Sua equipe pode se curvar e se esticar para aderir às diferentes formas de arte marcial. Sua armadura corporal Promethium é composto por um tecido de malha Kevlar chainlink correio capaz de desviar pequenas armas de fogo. Os Novos 52, essa armadura também é tricotada com o enésimo metal, permitindo absorver os golpes de Lobo e Gavião Negro.
Ele acabaria por vestir o "Ikon Suit" (em homenagem ao velho amigo de Slade, David Isherwood, conhecido como "Dr. Ikon", um engenheiro de guerra e de operações especiais), um protótipo de gravidade de defesa de pontos, controlado por gestos corporais ao lado do EEG (Eletroencefalografia) leva em sua máscara. Quando uma fonte de energia cinética se depara com sua proteção, ocorre um efeito de maré gravitacional; uma área de superfície maior causa um escudo de defesa mais fraco, mas uma área de superfície menor faz com que o revestimento seja praticamente indestrutível. No entanto, a programação do traje pode ser manipulada por qualquer outro traje Ikon com a programação principal, permitindo que quem usa um traje Ikon aperfeiçoado ative ou desative outros trajes Ikon a seu critério.
Ele também empunhou brevemente uma espada divinamente forjada, criada por Hefesto , chamada "O Deus Assassino". Esta espada pode descarregar ondas de choque vorpais e redirecionar qualquer força que seja encontrada, e a energia primordial crepitante dentro dela permite que ela mude de forma para um Cajado Bo, Espadas Gêmeas, caudas Cat-o-Nine, etc. A espada é conhecida por ser semi-consciente e pode ser convocada ao seu dono através de um link mental. Essa arma poderosa permitiu que ele enfrentasse divindades sobrenaturais, uma semideusa kryptoniana e meia-amazônica. Se quebrada, a espada God Killer pode se recriar de seus restos espalhados à vontade.

## Novos Titãs
Slade tem uma longa história com uma inimizade com os Novos Titãs, que tem início quando o seu outro filho, Grant se tornou um inimigo dos Titãs chamado Ravager quem foi reforçado fisicamente para cumprir um contrato para matar ou capturar os Titãs. No entanto, essas melhorias se revelaram fatais e Slade acordado para cumprir o contrato. Como resultado, ele atacou os Titãs continuamente e ele finalmente conseguiu capturar, introduzindo Terra (com quem Slade mantinha um relacionamento íntimo, apesar dela estar com quinze anos de idade) para a equipe como uma espiã.
No final, Slade foi derrotado e com a ajuda de Joseph, que se juntaram à equipe como Jericó, utilizando o corpo do pai para libertar os Titãs. Slade foi levado a julgamento por seus crimes, mas o julgamento foi deliberadamente sabotado por Garfield Logan, também conhecido como Mutano para que ele mesmo pudesse matar Slade, acreditando que ele era responsável pela traição da Terra dos Titãs. No entanto, quando os dois acabaram se confrontado, Mutano encontrou-se incapaz de matar Slade. Sentindo alguma empatia para o seu luto, Slade explicou o passado dele com Terra, e Mutano percebeu que não era culpa dele Terra ter feito as escolhas que fez. Os dois homens partem pacificamente.
Meses depois, Slade encontrou os Titãs novamente enquanto eles estavam investigando uma misteriosa praga ligada a um grupo de engenharia biológica, um dos quais um foi alvo de um assassinato pelo próprio Slade. Quando Tróia e Ravena ambas foram atingidas pela praga, ele ajudou a destruí-los para encontrar uma cura para o contágio. Pouco depois, ele veio para o Titãs para "ajudar novamente" durante o enredo em Titans Hunt quando a maioria dos seus membros foram sequestradas pela Sociedade Gnu, e revelou-se fundamental no acompanhamento para desmontá-las, só para descobrir o líder deles era nada menos que o próprio Jericó.

## Crise Infinita
Slade foi membro fundador da Sociedade Secreta dos Supervilões liderado por Lex Luthor, na história da série Crise Infinita. Ele foi visto em Infinite Crisis #1, escondido em um armazém ao sul de Metrópolis à espera de emboscada aos Combatentes da Liberdade com vários outros membros. A batalha não duraria muito, e até ao fim, Slade mata a Lady Fantasma. Slade é também aquele que o último acidente vascular cerebral ao atacar Tio Sam pelas costas (e levando à sua morte aparente).
Na batalha climática em Metrópolis que concluiu a Crise Infinita, nesta quem confrontou Slade foram Batman, Robin e Asa Noturna. Durante a luta, ele foi questionado quanto a sua motivação para ajudar a Sociedade Secreta. Sua motivação monetária dos créditos foram considerados insatisfatórios, e foi-lhe dito para ter responsabilidade antes de ser proferida inconscientemente. Durante a batalha, Batman o acusou de ter abandonado o seu código de honra.

## Em outras mídias
- Slade aparece na série animada Jovens Titãs, dublado no Brasil por Ricardo Schnetzer e em Portugal por José Jorge Duarte e José Martins. Neste série ele é chamado de Slade por causa da censura do seriado e o nome "Deathstroke" é meio vulgar para os jovens que assistem ao desenho. Também aparece em Teen Titans Go! como o principal antagonista da primeira e da segunda temporada, e o vilão principal do longa Teen Titans Go! to the Movies.
- No longa-metragem de animação Liga da Justiça: Crise nas duas Terras, lançado diretamente em vídeo, aparece uma versão alternativa de Slade (com voz, no Brasil, de Reinaldo Pimenta) no universo paralelo do Sindicato do Crime (versão maligna da Liga da Justiça). Neste universo paralelo ele é o presidente dos EUA. Uma versão altenativa de sua filha Rose, a Devastadora, também aparece neste filme.
- Slade é personagem jogável em Mortal Kombat vs. DC Universe[2]
- Na série de TV  Arrow, ele é interpretado pelo ator Manu Bennett (conhecido por fazer o papel do gladiador Crixus na série Spartacus). Na série, ele e Oliver Queen (futuro Arqueiro Verde) estão presos na ilha Lian Yu, tomada por mercenários. Na primeira temporada Slade possui os dois olhos e possui apenas experiência militar, não apresentando nenhuma habilidade sobre-humana. Posteriormente, na segunda temporada, Slade é atingido por um morteiro e tem a parte direita da sua face queimada, fazendo com que ele quase morra. Na tentativa de curar sua deficiência, um soro é aplicado em Slade, fazendo-o ganhar novas habilidades. Slade é considerado o principal antagonista da 2ª temporada da série.
- O primeiro ator a interpretar o Exterminador foi Michael Hogan no seriado Smallville.
- Na segunda temporada de Young Justice, ele aparece como substituto do Mestre dos Esportes, no episódio "True Colors". Nela, ele tem um rabo de cavalo, mostrando um cabelo longo branco.
- Slade é um personagem jogável em Injustice: Gods Among Us[3], dublado por J.G. Hertzler na dublagem original e por Jorge Vasconcelos na versão brasileira.
- Exterminador aparece no jogo Batman: Arkham Origins em 2013, como um dos 8 assassinos contratado pelo Máscara Negra para matar o Batman na véspera de Natal.
- Slade aparece no filme animado Son of Batman onde ele é o principal antagonista. Ele aparece em Liga da Justiça:Ponto de Ignição lutando ao lado de Lex Luthor para defender a superfície do exército Atlante do Aquaman.
- No filme animado Teen Titans: The Judas Contract, Slade é o principal antagonista, com sua voz sendo o último papel de Miguel Ferrer antes dele morrer.
- No Arrowverse, Slade foi um dos mestres de Oliver Queen e é interpretado por Manu Bennett. Outros três personagens também apareceram vestidos como o Exterminador: Billy Wintergreen, um amigo australiano que Slade acaba por matar, e os filhos de Slade Grant Wilson (em Legends of Tomorrow) e Joe Wilson (na crossover "Elseworlds").
- Uma versão Lego do Exterminador aparece em Lego Batman 3: Beyond Gotham e Lego DC Super-Villains.

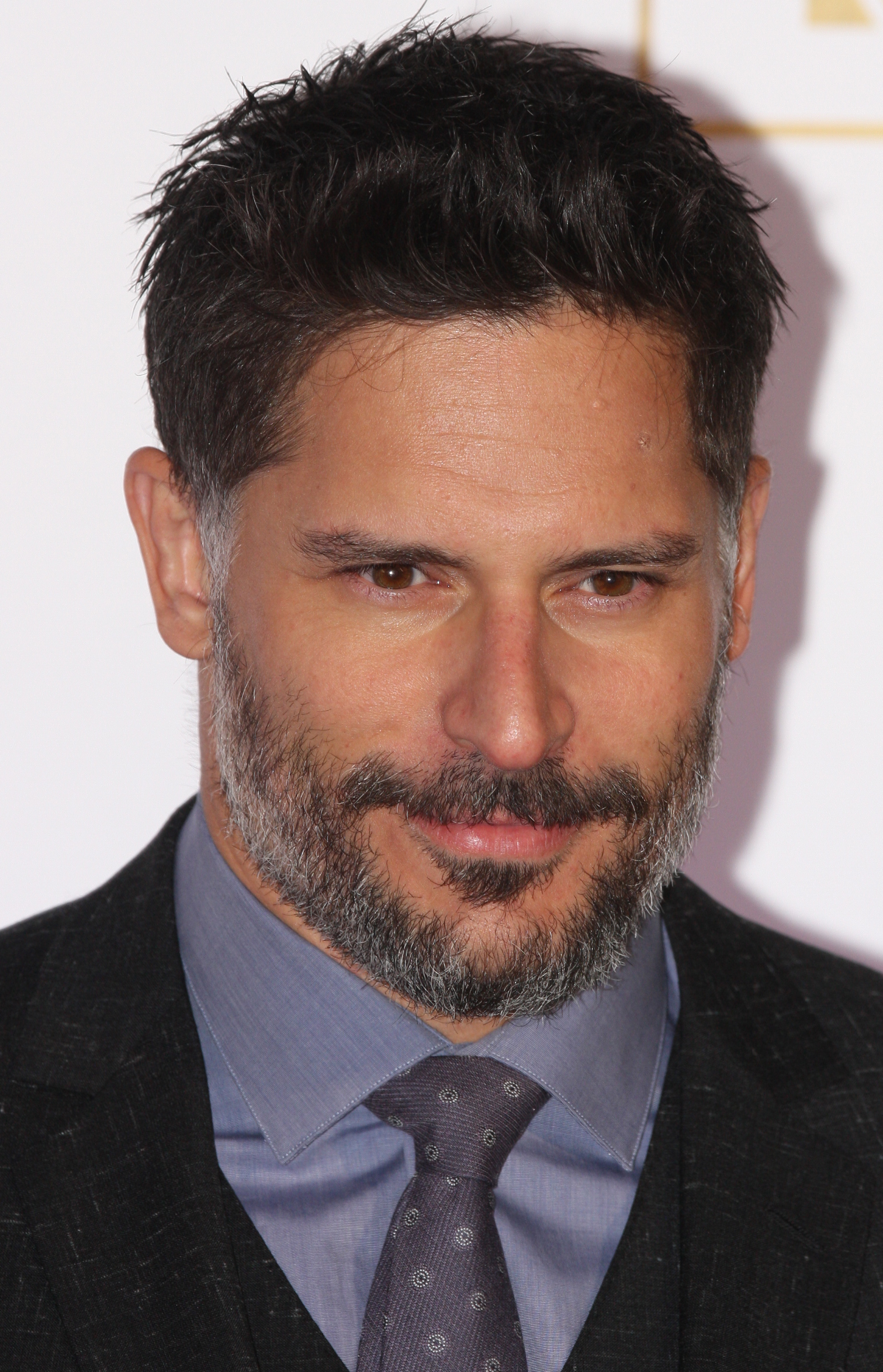
Joe Manganiello foi contratado para interpretar Slade nos cinemas

- O Exterminador é interpretado por Joe Manganiello na cena pós-créditos de Liga da Justiça, podendo possivelmente ressurigr em mais filmes do Universo Estendido DC. Gareth Evans foi contratado para escrever e dirigir um filme solo.[4][5]
- Esai Morales interpreta o Exterminador na série online Titans.